# Рубіжниця (присілок)
Рубі́жниця (рос. Рубежница) — присілок у складі Слободського району Кіровської області, Росія. Адміністративний центр Ленінського сільського поселення.
Населення становить 42 особи (2010, 44 у 2002).
Національний склад станом на 2002 рік — росіяни 68 %.